# Аеро (автомобил)
„Аеро“ (на чешки: Aero) е чехословашки автомобил, произвеждан в периода 1929-1947 г. от „Аеро Водоходи“ (производител на самолети, автомобили и автомобилни каросерии).

## История
През 1928 г. инженер Братислав Новотни представя на основателя на Аеро д-р Кабеш проект на своя малолитражен автомобил ЕНКА. Самолетната фабрика на д-р Кабеш все още има неизползван производствен капацитет и са сглобени 60 екземпляра от този автомобил. Година по-късно, под името Аеро 500 са произведени първите 100 автомобила Аеро, а до 1931 г. - общо 1245 броя. Всички имат двутактови едноцилиндрови двигатели с обем 500 см3 и мощност 10 к.с., предлагат се като роудстър, кабриолет и купе с 2 места отпред и 1 отзад.
Следващите модели, произвеждани от 1931 г., са Аеро 662 (двутактов двуцилиндров 662-кубиков двигател с 16, по-късно 18 к.с.), Аеро 750 (двутактов двуцилиндров 750-кубиков двигател с 22 к.с., 80-90 км/ч) и Аеро 1000 (двутактов двуцилиндров 998-кубиков двигател с 26 к.с., 90 км/ч). До 1932 г. всички модели имат само по една врата от дясната страна, след това започват да се произвеждат двуврати модели. Всички тези модели са сравнително просто направени (особено първите произведени, които нямат дефиернциал, спирачките са механични и са само на задните колела). Те обаче са доста надеждни и се доказват в различни състезания и мероприятия. Известност добиват прекосяването на пустинята Сахара в двете посоки (където единият от етапите, Котону-Алжир (426 км), е взет за един ден), преходът Прага-Брест-Прага-Хамбург-Прага през 1929 г. (4913 км за 184 часа и 35 минути без никакви повреди) и един 14960-километров преход през 1930 г., когато 21 автомобила Аеро взимат участие в клас до 750 кубика и всички стигат до финала.
От 1934 г. се предлага Аеро 30, който има двутактов двуцилиндров 998-кубиков двигател с 30 к.с., максимална скорост до 110 км/ч, предно задвижване, хидравлични спирачки и независимо окачване. Той се произвежда до 1947 г. в 7964 екземпляра. С подобна техника е Аеро 50, който обаче има двутактов четирицилиндров агрегат с обем 1997 кубика, мощност 50 к.с. и максимална скорост 125 км/ч. Сглобява се от 1936 до 1941 г., бройката е 1205 коли. До началото на Втората световна война са разработени и два прототипа - Аеро Р 750 Пони (745 см3, 20 к.с., 105-110 км/ч) и Аеро R 1500 Рекорд (1491 см3, 40 к.с., 120 км/ч), но въпреки поръчките от чужбина национализираната през 1945 г. компания решава да спре производството на автомобили и да продължи само със самолети. От 1945 до 1951 г. обаче моделът на Ява Минор ІІ по пазарно-стратегически причини се продава под името Аеро Минор ІІ.

## Модели
- Аеро 500
- Аеро 662
- Аеро 750
- Аеро P 750 Пони (прототип)
- Аеро 1000
- Аеро 30
- Аеро 50
- Аеро R 1500 Рекорд (прототип)
- Аеро Минор ІІ (модел на Ява)
- Аеро Минор ІІІ (прототип на Ява)
- Аеро Минор 750 (състезателен модел на Ява)

## Галерия
- Аеро 30
- Аеро 50 Динамик
- Аеро Монопосто